# بخش اداری خودمختار
بخش اداری خودگردان (انگلیسی: Autonomous administrative division) یک زیرملیتی از
تقسیمات کشوری یا سرزمین از یک حاکمیت دولت است که دارای درجه خودمختاری—خودگردانی—تحت دولت ملی است. مناطق خودمختار از واحدهای تشکیل دهنده یک ایالت فدرال (مثلاً یک ایالت یا استان) متمایز هستند، زیرا دارای اختیارات منحصر به فردی برای شرایط خاص خود هستند. به‌طور معمول، یا از نظر جغرافیایی از بقیه دولت متمایز است یا توسط یک اقلیت ملی که ممکن است حاکمیت محلی ساکن باشد.